# Тундровый энецкий язык
Ту́ндровый э́нецкий язы́к — язык тундровых энцев, один из энецких языков. Распространён в посёлках Воронцово, Кареповск, Тухард и в селе Караул Таймырского Долгано-Ненецкого района Красноярского края.

## Лингвистическая характеристика
В языке представлено 6 гласных звуков: [i], [e], [a], [ɔ], [o], [u]. Согласных фонем в языке 21: [b], [p], [d], [t], [dʲ], [tʃ], [k], [g], [Ɂ], [m], [n], [nʲ], [ŋ], [r], [z], [s], [ʃ], [x], [j], [l], [lʲ].
Тундровый энецкий язык относится к агглютинативному типу. Для существительных характерны категории ядерного и локативного падежей, дестинативности и числа.
Источниками заимствованной лексики являются ненецкий, нганасанский и русский языки, заимствования могут быть как адаптированными, так и неадаптированными.

## Функционирование языка
Язык очень ограничено используется в семейно-бытовом общении, его вытеснили тундровый ненецкий и русский языки. Передача детям прервалась в 1970-е годы. В отличие от лесного энецкого языка, образование на тундровом не ведётся.
Количество носителей языка существенно снизилось ввиду миграции в 1930-х годах с низовьев Енисея на восток, что привело к ассимиляции нганасанами. Также в 1970-е годы произошла ассимиляция ненцами из-за перевода воронцовских оленеводов в Тухардскую тундру.